# Christina Nordström
Christina Nordström, född 3 juli 1961, är en svensk friidrottare (höjdhopp). Hon tävlade för Stockholms Spårvägars GoIF och Solna IF. Hon utsågs år 1990 till Stor grabb/tjej nummer 390.